# عمر أحمد (سياسي)
عمر أحمد (بالإنجليزية: Omar Ahmad)‏ هو سياسي أمريكي، ولد في 25 يونيو 1964 في أوهايو في الولايات المتحدة، وتوفي في 10 مايو 2011 في سان كارلوس في الولايات المتحدة.